# تومیسلاو گوملت
تومیسلاو گوملت (انگلیسی: Tomislav Gomelt؛ زادهٔ ۷ ژانویهٔ ۱۹۹۵) بازیکن فوتبال اهل کرواسی است.
از باشگاه‌هایی که در آن بازی کرده‌است می‌توان به باشگاه فوتبال کروتونه، باشگاه فوتبال رویال آنتورپ، باشگاه فوتبال رییکا، باشگاه فوتبال سی‌اف‌آر کلوژ، باشگاه فوتبال دینامو بخارست، باشگاه فوتبال باری، باشگاه فوتبال اسپانیول بی، و باشگاه فوتبال تاتنهام هاتسپر اشاره کرد.
وی همچنین در تیم ملی فوتبال زیر ۱۹ سال کرواسی بازی کرده‌است.